# Comuna Zubivka, Mirhorod
Zubivka (în ucraineană Зубівка) este o comună în raionul Mirhorod, regiunea Poltava, Ucraina, formată din satele Ruda și Zubivka (reședința).

## Demografie
Componența lingvistică a comunei Zubivka
     Ucraineană (98,4%)
     Rusă (1,52%)
Conform recensământului din 2001, majoritatea populației comunei Zubivka era vorbitoare de ucraineană (98,4%), existând în minoritate și vorbitori de rusă (1,52%).